# Luisa ze Stolberg-Gedernu
Luisa ze Stolberg-Gedernu (13. října 1764, Gedern – 24. května 1834, Carlsruhe) byla německá šlechtična z rodu Stolbergů. Prvním sňatkem se stala sasko-meiningenskou vévodkyní a druhým sňatkem vévodkyní württemberskou.

## Původ a rodina
Luisa se narodila v Gedernu jako druhé dítě knížete Kristiána Karla ze Stolberg-Gedernu (1725-1764) a jeho manželky hraběnky Eleonory z Reuss-Lobenstein (1736-1782). Narodila se tři měsíce po smrti otce, která nastala 21. července 1764.

## Manželství a potomci
5. června 1780 se v rodném Gedernu patnáctiletá Luisa provdala za o deset let staršího sasko-meiningenského vévodu Karla Viléma. Bezdětné manželství ukončila smrt Karla Viléma 21. července 1782.
Podruhé se Luisa provdala po pěti letech vdovství 21. ledna 1787 v Meiningenu. Manželem dvaadvacetileté vdovy se stal o šest let starší vévoda Evžen, třetí syn vévody Fridricha II. Evžena Württemberského a bratr budoucího württemberského krále Fridricha I. Spolu měli manželé pět dětí:
- 1. Evžen Württemberský (8. 1. 1788 Olešnice – 16. 9. 1857 Pokój)[2][3]
I. ⚭ 1817 Matylda Waldecko-Pyrmontská (10. 4. 1801 Rhoden – 13. 4. 1825 Karlsruhe)[4][5]
II. ⚭ 1827 Helena Hohenlohe-Langenburská (22. 11. 1807 Langenburg – 5. 9. 1880 Schleiz)[6][7]
- 2. Luisa Württemberská (4. 6. 1789 Olešnice – 26. 6. 1851 Kandřín-Kozlí)[8][9]
⚭ 1811 August Hohenlohe-Öhringenský (27. 11. 1784 Vratislav – 15. 2. 1853 Kandřín-Kozlí)[10]
- 3. Ferdinand Württemberský (15. 6. 1790 Olešnice – 25. 12. 1795 tamtéž)[11]
- 4. Jindřich Württemberský (13. 12. 1792 Olešnice – 28. 11. 1797 Pokój)[12][13]
- 5. Pavel Vilém Württemberský (25. 6. 1797 Pokój – 25. 11. 1860 Bad Mergentheim)[14][15]
⚭ 1827 Marie Žofie z Thurn-Taxisu (4. 3. 1800 Řezno – 20. 12. 1870 tamtéž)[16]

Luisa zemřela 24. května 1834 v Carlsruhe ve Slezsku. Bylo jí 69 let, svého manžela přežila o dvanáct let.